# Joaquín Albarrán y Domínguez
Don Joaquín María Albarrán i Domínguez (9 de maig de 1860 - 17 de juny de 1912), va ser un uròleg cubà nascut a Sagua La Grande, Cuba. Es va traslladar a la península Ibèrica als 9 anys.
Va estudiar la carrera de medicina a Barcelona, aconseguint el seu títol en 1877. Posteriorment va realitzar el seu doctorat a Madrid. En 1878 va viatjar a París, on va treballar i va estudiar sota les ordres de metges de renom. Albarrán considerava a l'anatomista Louis-Antoine Ranvier (1835-1922) i a l'uròleg Jean Casimir Félix Guyon (1831-1920) com els majors referents en la seva carrera. En 1906 va succeir Guyon com a director de la Clínica d'Urologia de l'Hospital Necker.
En els inicis de la seva carrera Albarrán es va dedicar als camps de la microbiologia i l'anatomia patològica, però més tard va preferir la urologia on va realitzar importants contribucions. Va ser el primer metge a França a realitzar una prostatectomia radical perineal. Està reconegut com l'inventor d'un instrument per a l'ajust del cistoscopi durant la cateterització de l'urèter. Aquest instrument és conegut com a ungla d'Albarrán. Va guanyar tres vegades el Premi Goddard i el Tremblay. El 1908 va dirigir el primer congrés internacional d'urologia. Va ser nominat el 1912 per al Premi Nobel de Medicina.
Va ser a més el primer professor hispanoparlant de Cirurgia a França al segle xix, a més de professor titular de la càtedra de malalties de les vies urinàries de la Universitat de París, obrint així les portes per a altres hispans en aquesta època en què França estava a l'avantguarda de la recerca mèdica.
Entre la seva descendència destaca Pierre Albarran, jugador de bridge i tennis, modalitat en la qual aconseguí una medalla de bronze en els Jocs Olímpics d'Anvers de 1920.

## Epònims associats
- Síndrome Albarrán-Ormond: Fibrosis inflamatòria retroperitoneal ; nomenat per l'uròleg americà John Kelso Ormond (1886-1978), també conegut com a síndrome de Gerota, pel anatomista i uròleg romanès Dimitrie Gerota.
- Glàndules d'Albarrán: També anomenades túbuls d'Albarrán, són uns túbuls subtrigonals localitzats en la pròstata.
- Signe d'Albarrán: Un signe de càncer en la pelvis del ronyó.
- Ungla d'Albarrán: Complement del citoscopi.
- Prova d'Albarrán: Mitjançant el mesurament de volum i la concentració de l'orina eliminada determina la perduda de funcionalitat del teixit renal.
- Malaltia d'Albarrán: Se li dona aquest nom a la colibacilúria
- Operació d'Albarrán: En la qual es realitza una resecció de la pelvis renal dilatada.
- Uretròtom d'Albarrán: Que s'usa per realitzar talls a cegues en les intervencions quirúrgiques.

## Obres publicades
- Néoplasmes du rein juntament amb L. Imbert, París, Masson, (s. d.)
- Les reins des urinaires. Tesi doctoral, París 1889.
- Anatomie et physiologie pathologique de la rétention de l'urine. Juntament amb Jean Casimir Felix Guyon (1831-1920), 1890.
- Els Tumeurs de la vessie amb pròleg del professor F. Guyon, París, G. Steinheil, 1892
- Sur un série de quarante opérations pratiqués sur la rein. Revue de chirurgie, 1896, 16: 882-884. Primera nefrostomia planificada.
- Les Tumeurs du rein juntament amb L. Imbert París, Masson 1903.
- Exploration des fonctions rénales, París, Masson & Cie., 1905.
- Médecine opératoire des voies urinaires. Paris, Masson & Cie., 1909. La seva obra mestra. Albarran va ser el primer cirurgià a França a practicar una prostactècmia radical perineal.